# Nadleśnictwo Opole
Nadleśnictwo Opole – jednostka organizacyjna Lasów Państwowych podległa Regionalnej Dyrekcji Lasów Państwowych w Katowicach. Siedzibą nadleśnictwa jest miasto Opole.

## Warunki geograficzno-przyrodnicze
Lasy wchodzące w skład Nadleśnictwa Opole położone są na terenie miasta Opola, powiatu opolskiego (z gminami: Chrząstowice, Dąbrowa, Komprachcice, Niemodlin, Ozimek, Tarnów Opolski, Tułowice i Turawa), a także powiatu brzeskiego (z gminą Lewin Brzeski) oraz oleskiego (z gminą Dobrodzień i Zębowice). Zasięg administracyjny Nadleśnictwa Opole obejmuje 688 km², natomiast powierzchnia gruntów leśnych wynosi 22.828,19 ha.
Nadleśnictwo składa się z 4 obrębów i 13 leśnictw: Obręb Dąbrowa (Leśnictwa: Narok, Dąbrowa, Lipowa), Obręb Grudzice (Leśnictwa: Suchy Bór, Walidrogi, Grotowice), Obręb Krasiejów (Leśnictwa: Dąbrowice, Knieja, Krasiejów, Grodziec), Obręb Zbicko (Leśnictwa: Zawada, Chrząstowice, Dębska Kuźnia).
W ramach Opola i powiatu opolskiego, Nadleśnictwo Opole zajmuje 17 831 ha powierzchni gruntów leśnych, o lesistości 19,5%.
W strukturze udziałów siedlisk leśnych, w całym nadleśnictwie, przeważają siedliska borowe stanowiące 59,5%, następnie lasowe – 38,9% oraz olsy – 1,6%. W większości lasów w Polsce przeważają drzewostany z sosną, jako gatunkiem panującym. Podobna sytuacja występuje na terenie Nadleśnictwa Opole, gdzie udział sosny jest wysoki i wynosi 86,7% powierzchni.
W strukturze wiekowej lasu, w Nadleśnictwie Opole przeważają drzewostany V (81-100lat)i III (41-60lat)klasy wieku, zajmując odpowiednio 30,2% i 25,2% powierzchni oraz 42,1% i 26,9% miąższości zasobów drzewnych. Drzewostany ponad stuletnie zajmują 7,8%
powierzchni, a przypada na nie 11,1% miąższości.
Średnioroczny plan odnowień i zalesień dla całego nadleśnictwa przewiduje 195 ha, natomiast średnioroczny rozmiar pozyskania drewna wynosi ok. 91 tys. m³.

## Ochrona przyrody
W obrębie Nadleśnictwa Opole, na terenie Opola i powiatu opolskiego, znajduje się 5 stawów hodowlanych o łącznej powierzchni 202,64 ha oraz różnorodne formy ochrony przyrody: Rezerwaty Przyrody „Prądy" i „Srebrne Źródła”, Obszary Chronionego Krajobrazu „Bory Niemodlińskie” i „Lasy Stobrawsko-Turawskie”, Stobrawski Park Krajobrazowy, 4 użytki ekologiczne i 13 pomników przyrody.